# 青海紫菀
青海紫菀（学名：Aster lipskyi）是菊科紫菀属的植物，是中国的特有植物。分布于中国大陆的青海等地，目前尚未由人工引种栽培。